# Ernst Happel
Ernst Happel (Bécs, 1925. november 29. – Innsbruck, 1992. november 14.) osztrák válogatott labdarúgó, hátvéd, edző.

## Pályafutása

### Klubcsapatban
Pályafutása alatt végig a SK Rapid Wien labdarúgója volt (csak az 1954/55-ös szezonban játszott a Racing Paris csapatánál).
Az aktív pályafutását játékosként 1958-ban fejezte be.

### A válogatottban
51 válogatott mérkőzésen szerepelt az osztrák válogatottban, tagja volt az 1954-es svájci labdarúgó-világbajnokságon bronzérmes csapatnak.

### Edzőként
Edzőként is kivételesen sikeres volt: 6 csapattal összesen 18 bajnoki címet nyert Belgiumban, Németországban, Hollandiában és Ausztriában, két különböző klubbal nyerte meg a Bajnokcsapatok Európa-kupáját, holland szövetségi kapitányként világbajnoki második volt.
Első jelentős csapata a holland ADO Den Haag volt 1962-től, mellyel 1968-ban holland kupát nyert. Ezután a Feyenoordhoz került, 1971-ben holland bajnokságot, 1970-ben Bajnokcsapatok Európa Kupáját és Interkontinentális kupát nyert a csapattal. 
Az 1978-as világbajnokságon Hollandia szövetségi kapitánya volt. Döntőbe jutottak, ahol a házigazda argentin csapattól hosszabbítás után kaptak ki 3-1-re.
1983-ban a Hamburg edzőjeként ismét BEK-győztes lett. Ezzel Jupp Heynckes, Ottmar Hitzfeld és José Mourinho valamint Carlo Ancelotti mellett ő az az edző, aki két különböző csapattal tudta megnyerni a legrangosabb európai kupát.
1987-ben tért vissza Ausztriába, az FC Swarovski Tirol edzője lett. A klubbal kétszer (1989-ben és 1990-ben) nyert bajnokságot, majd 1992-ben osztrák szövetségi kapitány lett.
1992-ben, 15 nappal a 67. születésnapja előtt rákban halt meg.

## Emlékezete
- Emlékére a bécsi Práter stadiont már 1992-ben Ernst-Happel-stadionnak nevezték el.
- Alakja felbukkan (említés szintjén) Kondor Vilmos magyar író Budapest novemberben című bűnügyi regényében, ahol a főhőst és a neki segítő magándetektívet aggodalommal tölti el az éppen aktuális sérülése, amely miatt valószínűleg nem játszhat a következő, Graz elleni meccsen.

## Statisztika

### Mérkőzései holland szövetségi kapitányként
| Hollandia | Hollandia           | Hollandia                                  | Hollandia      | Hollandia | Hollandia   | Hollandia     | Hollandia | Hollandia |
| #         | Dátum               | Helyszín                                   | Hazai          | Eredmény  | Vendég      | Kiírás        | Gólok     | Esemény   |
| --------- | ------------------- | ------------------------------------------ | -------------- | --------- | ----------- | ------------- | --------- | --------- |
| 1.        | 1977. augusztus 31. | Nijmegen, Goffertstadion                   | Hollandia      | 4 – 1     | Izland      | vb-selejtező  | -         |           |
| 2.        | 1977. október 5.    | Rotterdam, Feijenoord Stadion              | Hollandia      | 0 – 0     | Szovjetunió | barátságos    | -         |           |
| 3.        | 1977. október 12.   | Belfast, Windsor Park                      | Észak-Írország | 0 – 1     | Hollandia   | vb-selejtező  | -         |           |
| 4.        | 1977. október 26.   | Amszterdam, Olimpiai Stadion               | Hollandia      | 1 – 0     | Belgium     | vb-selejtező  | -         |           |
| 5.        | 1978. február 22.   | Ramat Gan, Nemzeti Stadion                 | Izrael         | 1 – 2     | Hollandia   | barátságos    | -         |           |
| 6.        | 1978. április 5.    | Tunisz, Stade El Menzah                    | Tunézia        | 0 – 4     | Hollandia   | barátságos    | -         |           |
| 7.        | 1978. május 20.     | Bécs, Práter Stadion                       | Ausztria       | 0 – 1     | Hollandia   | barátságos    | -         |           |
| 8.        | 1978. június 3.     | Mendoza, Estadio Malvinas Argentinas (ARG) | Irán           | 0 – 3     | Hollandia   | vb-csoportkör | -         |           |
| 9.        | 1978. június 7.     | Mendoza, Estadio Malvinas Argentinas (ARG) | Peru           | 0 – 0     | Hollandia   | vb-csoportkör | -         |           |
| 10.       | 1978. június 11.    | Mendoza, Estadio Malvinas Argentinas (ARG) | Hollandia      | 2 – 3     | Skócia      | vb-csoportkör | -         |           |
| 11.       | 1978. június 14.    | Córdoba, Estadio Chateau Carreras (ARG)    | Ausztria       | 1 – 5     | Hollandia   | vb-középdöntő | -         |           |
| 12.       | 1978. június 18.    | Córdoba, Estadio Chateau Carreras (ARG)    | NSZK           | 2 – 2     | Hollandia   | vb-középdöntő | -         |           |
| 13.       | 1978. június 21.    | Buenos Aires, Estadio Monumental (ARG)     | Olaszország    | 1 – 2     | Hollandia   | vb-középdöntő | -         |           |
| 14.       | 1978. június 25.    | Buenos Aires, Estadio Monumental           | Argentína      | 3 – 1     | Hollandia   | vb-döntő      | -         |           |
|           | Összesen            |                                            |                | –         | mérkőzés    |               | –         | gól       |

Megjegyzés: Az 1977. október 5-i és 26-i mérkőzésen Jan Zwartkruis-szal közösen irányította a csapat szakmai munkáját.